# Jevgenij Kulikov
Jevgenij Nikolajevitj Kulikov (ryska:  Евгений Николаевич Куликов), född den 25 maj 1950 i Bogdanovitj, är en rysk före detta skridskoåkare som tävlade för Sovjetunionen.
Kulikov blev olympisk guldmedaljör på 500 meter vid vinterspelen 1976 i Innsbruck.